# Strathocles albipulla
Strathocles albipulla là một loài bướm đêm trong họ Noctuidae.